# Uitikon
Uitikon (toponimo tedesco) è un comune svizzero di 4 155 abitanti del Canton Zurigo, nel distretto di Dietikon.

## Monumenti e luoghi d'interesse

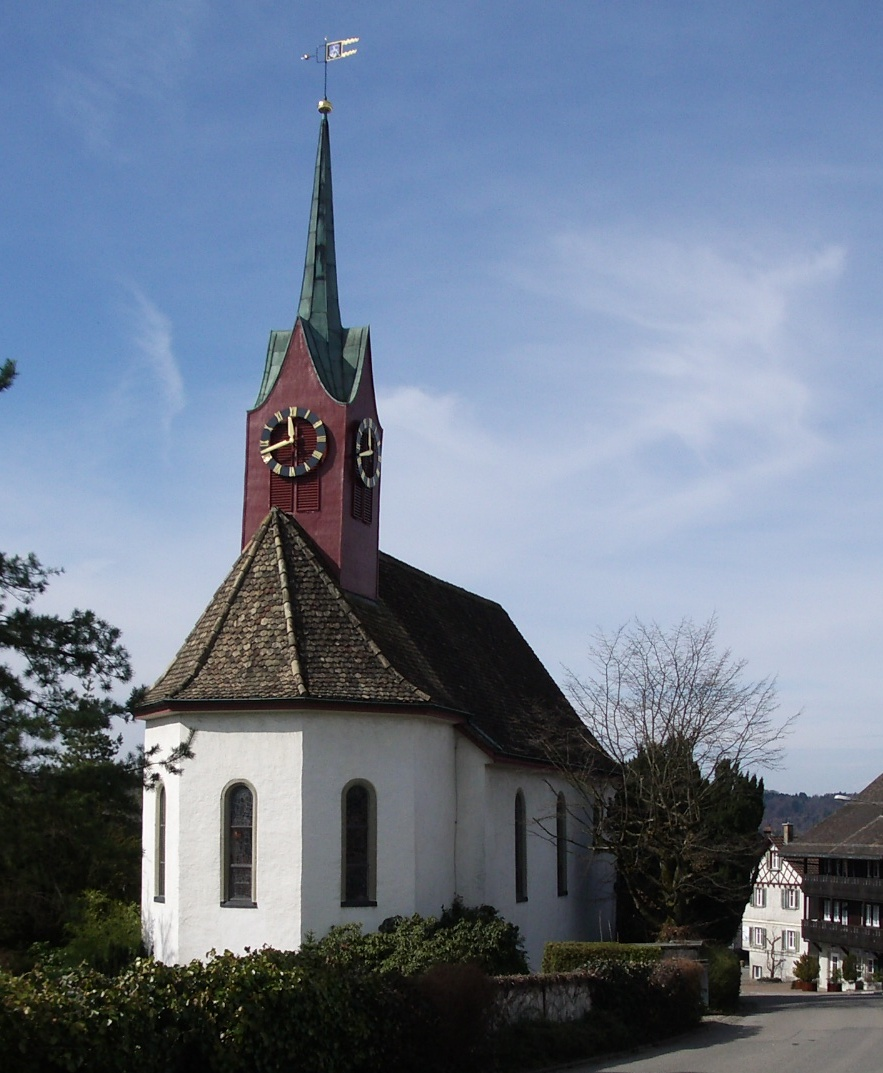
La chiesa riformata

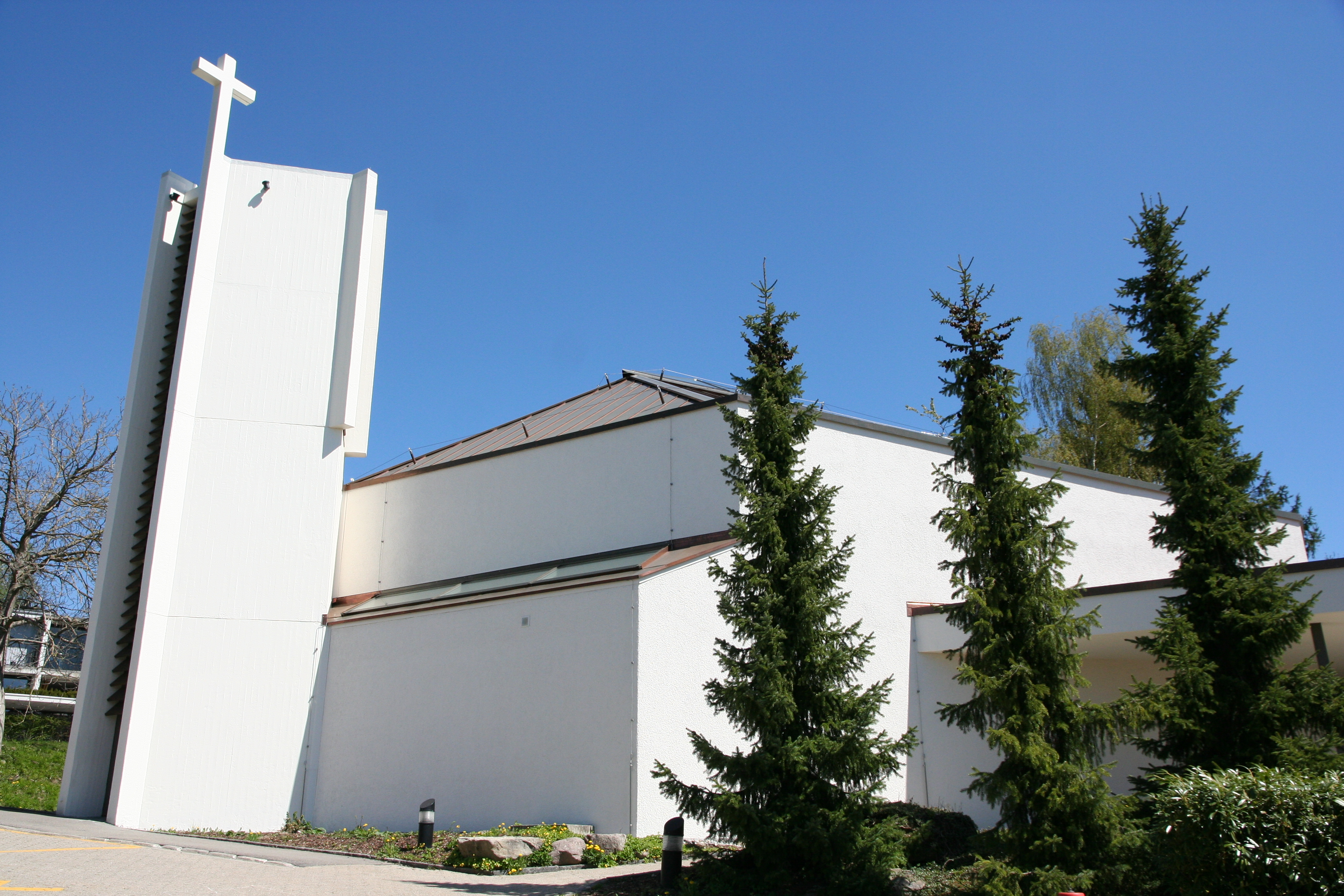
La chiesa cattolica di San Michele

- Chiesa riformata, eretta nel 1626[1];
- Chiesa cattolica di San Michele, eretta nel 1970[1].

## Società

### Evoluzione demografica
L'evoluzione demografica è riportata nella seguente tabella:
Abitanti censiti

## Infrastrutture e trasporti
Uitikon è servito dalle stazioni di Uitikon-Waldegg e di Ringlikon sulla ferrovia dell'Uetliberg.

## Amministrazione
Ogni famiglia originaria del luogo fa parte del cosiddetto comune patriziale e ha la responsabilità della manutenzione di ogni bene ricadente all'interno dei confini del comune.